# Lac Eriko
Lac Eriko är en sjö i Kanada.   Den ligger i regionen Mauricie och provinsen Québec, i den sydöstra delen av landet, 400 km norr om huvudstaden Ottawa. Lac Eriko ligger 409 meter över havet. Arean är 3,9 kvadratkilometer. Den sträcker sig 6,1 kilometer i nord-sydlig riktning, och 2,9 kilometer i öst-västlig riktning.
Trakten runt Lac Eriko är nära nog obefolkad, med mindre än två invånare per kvadratkilometer.